# ماتي باجيتش
ماتي باجيتش هو لاعب كرة قدم كرواتي في مركز الهجوم، ولد في 3 نوفمبر 1995 في دورتموند في ألمانيا. شارك مع منتخب كرواتيا تحت 19 سنة لكرة القدم. أما مع النوادي، فقد لعب مع نادي رييكا.

## وصلات خارجية
- ماتي باجيتش على موقع اتحاد كرواتيا (الكرواتية)
- ماتي باجيتش على موقع قاعدة بيانات كرة القدم.إي يو (الإنجليزية)
- ماتي باجيتش على موقع Soccerway.com (الإنجليزية)